# Tour TF1
La Tour TF1 est une tour utilisée comme siège social par la chaîne de télévision française TF1, et plusieurs filiales du groupe TF1. Sa hauteur est de 59 mètres, elle possède 14 étages pour une surface hors œuvre nette de 45 000 m2. Cet immeuble, dans lequel la chaîne s'est installée le 1er juin 1992 (elle occupait auparavant les locaux du 13-15 rue Cognacq-Jay avec Antenne 2 et FR3), a été construit par Bouygues sur les plans de l'architecte Roger Saubot. Il est situé à l'angle du quai du Point-du-Jour et de l'avenue Le-Jour-se-lève, dans le quartier du Point-du-Jour à Boulogne-Billancourt, dans les Hauts-de-Seine. Le bâtiment consiste en un cylindre recouvert de vitres réfléchissantes, et forme un complexe avec un immeuble attenant de 9 étages dénommé le Delta.

## Historique
Sa construction a été décidée aux termes d'une convention de maîtrise d'ouvrage déléguée en date du 20 mars 1991, autorisée par le conseil d'administration du 11 avril 1991. Elle a été facturée 37,1 millions de francs pour l'exercice fiscal de 1991, puis 18,8 millions pour celui de 1992. TF1 a pris l'immeuble en crédit-bail en juin 1994 auprès du GIE Aphélie ; le contrat, d'une durée de 15 ans, portait sur 1 080 millions de francs (soit 164,6 millions d'euros) hors frais financiers, et permettait à TF1 de se porter acquéreur de l'ensemble immobilier dès la septième année (soit dès le 30 juin 2001) à sa valeur nette comptable. Ce crédit-bail est venu se substituer à un bail commercial de 12 ans contracté auprès du Gan. 
Selon Renaud Revel et Henri Haguet, ce nouveau siège est symbolique d'un virage idéologique de la chaîne, plus axée sur la productivité. TF1 s'en sert également comme support d'affichage, par le biais de sa filiale TF1 Hors Média créée en 2005 ; la surface utilisée est cependant revue à la baisse, à la demande de la mairie de Boulogne-Billancourt. Les bureaux de la direction sont situés au dernier étage. Une webcam est placée au sommet de la tour pour retransmettre des images de Paris en temps réel sur le site web de la chaîne, ainsi que dans les journaux télévisés de la chaîne.
En 1995, la tour est escaladée à mains nues et sans cordes par le grimpeur urbain français Alain Robert.
En 2008, dans un générique spécial de Star Academy 8, préparé à l'occasion de la venue de la chanteuse Britney Spears lors de l'émission du 28 novembre : les élèves y escaladent la tour pour rejoindre la chanteuse qui doit atterrir en hélicoptère sur le toit,.
Le 23 juin 2011, lors d'une convention interne, Nonce Paolini annonce que TF1, filiale du groupe Bouygues, envisage de déménager de la tour, sans toutefois donner de précisions sur le site envisagé ni sur le calendrier. Le 15 avril 2012, la tour est illuminée avec un écran de 45 m2, pour diffuser de l'information visible depuis les quais de Seine.
Dans la soirée du 12 octobre 2017 lors d'un happening organisé dans le cadre de l'émission Babanormal Activity animée par Cyril Hanouna sur C8, une affiche mentionnant Mon slip vous appartient en référence à la série de TF1 Demain nous appartient est projetée sur la façade de la tour par le biais d'un vidéoprojecteur. Ce happening se veut être une réponse à un boycott de TF1, selon Cyril Hanouna, envers son émission Touche pas à mon poste !, le talk-show de C8.

## Apparitions
- La tour est caricaturée dans un sketch des Guignols de l'info peu après son inauguration, sous le nom de Boîte à cons. Ce concept de l'émission de Canal+, qui se livrait à une guerre ouverte avec TF1 dans les années 1990, existait déjà pour tourner en dérision les animateurs phares de la chaîne à l'époque : Jean-Pierre Foucault, Patrick Sébastien, Michel Drucker, Patrick Sabatier, Bernard Montiel et Alexandre Debanne. La boîte à cons était alors une parodie de boîte à meuh où les rires des animateurs (des bruits de pet et de rot pour Montiel et Debanne) remplaçaient le cri de la vache. Dans ce sketch, la tour TF1 est manipulée comme une boîte à cons géante et on entend les rires simultanés de tous les animateurs travaillant sur TF1[16].
- La tour est mise en scène en 2005 dans le court métrage d'animation introduisant le one-man-show d'Arthur, intitulé Arthur en vrai, dans lequel l'animateur de TF1 se jette dans le vide depuis le toit de l'immeuble[17].
- En août 2007, une publicité y est réalisée pour le jeu vidéo Halo 3 mettant en scène Masterchief, le personnage principal du jeu. Les vidéos virales montrent le personnage à l'entrée de la tour puis sur le plateau de la météo. Ces publicités sont mises en place pour présenter un lien internet d'un défi pour le lancement dudit jeu vidéo[18].
- En 1996, au début du clip vidéo d'Un jour en France du groupe de rock français Noir Désir, la tour apparaît à la manière d'un manga.
- Elle apparait sur les couvertures de deux ouvrages critiquant la chaîne, TF1, une expérience[19], et Madame, monsieur, bonsoir[20], sortis respectivement en 2006 et 2007, et utilisant la même photographie[21]. La tour apparait également dix ans plus tôt en 1997 sur la couverture d'un autre pamphlet : TF1, un pouvoir, de Pierre Péan et Christophe Nick[22].
- La Tour TVi, chaîne fictive de l'univers de la série Miraculous, est similaire à cette tour, dont cette même chaîne produit la série en question.

## Galerie

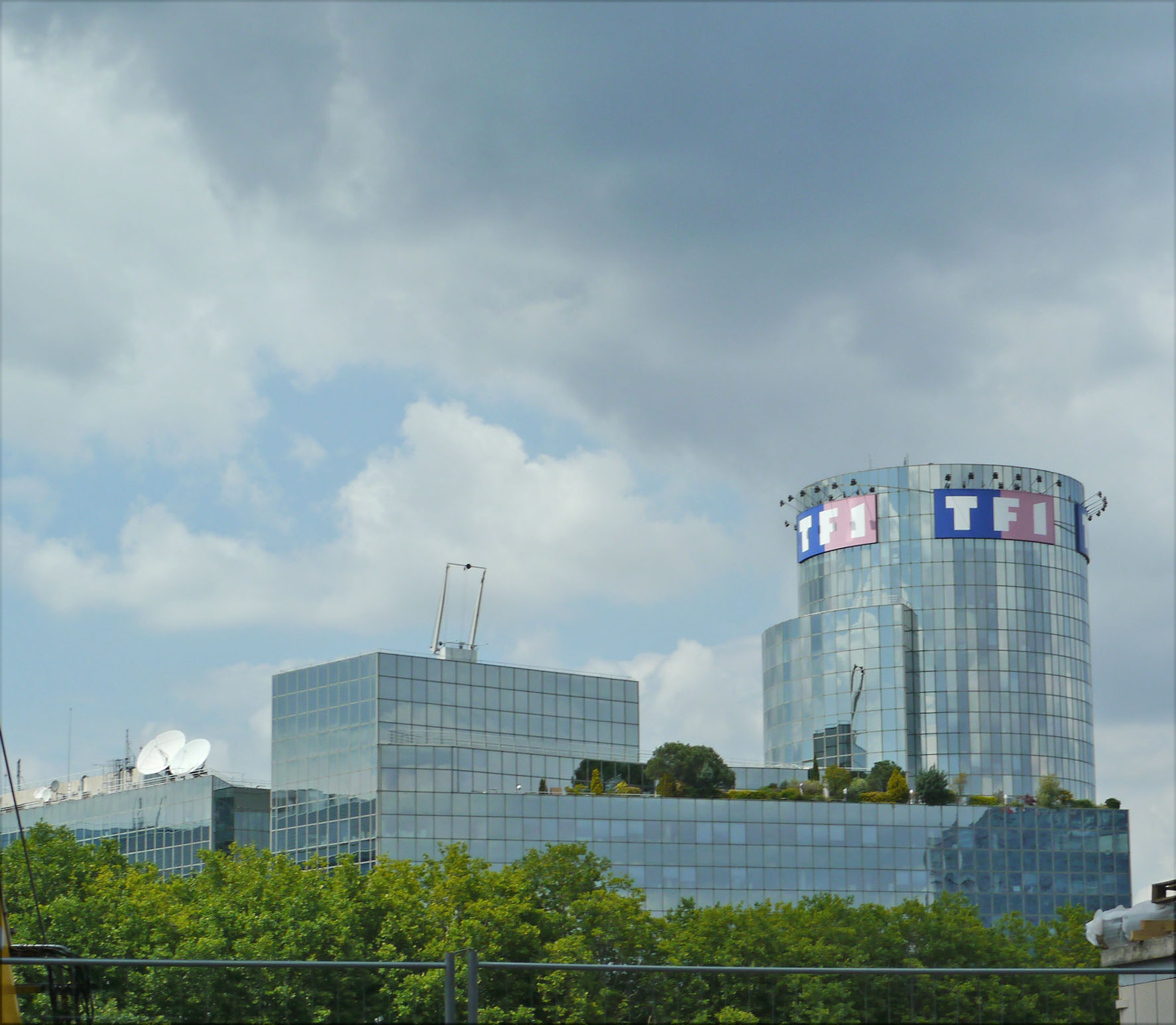
Tour TF1
La Tour TF1 en 2012.
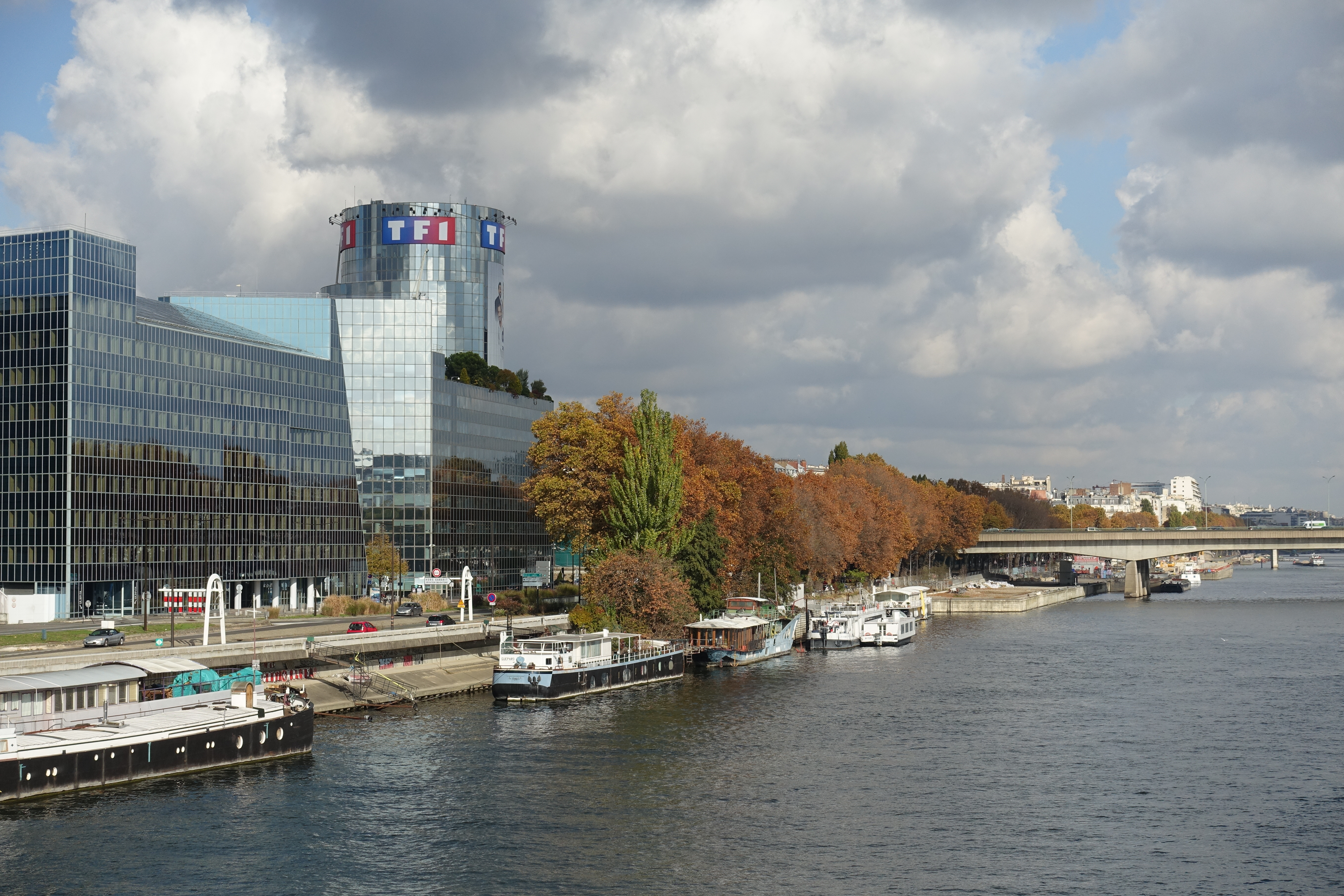
Vue de la Tour TF1 prise le 6 novembre 2016.